# ماخر
ولاية ماخر (بالصومالية: Maamul Goboleedka Maakhir)‏ ولاية ناشئة لم تستمر طويلا في محافظة سناج شرق الصومال. تأسست في يونيو عام 2007 بقيادة اللواء جبريل علي صلاد، وأعلنت انضمامها إلى بونتلاند في يناير 2009

## خلفية تاريخية

### العمليات العسكرية في أرض الصومال
في 25-26 فبراير 2008، حاصرت قوة متحالفة مع أرض الصومال مدينة هدافتيمو، ما تسبب بحالة طوارئ قصيرة قبل انسحاب القوة المحاصرة إلى غرب عيرجابو، وحشدت إدارة ماخر قواتها في الجزء التابع لماخر من المدينة.
عادت الأعمال العدائية إلى الظهور في 9 يوليو 2008، لدى سيطرة قوات أرض الصومال على ميناء لاسقوري لبضع ساعات، بحجة إنقاذ رهائن ألمان احتجزهم قراصنة في لاسقوري.
في 1 يناير 2009 أعلنت إدارة ماخر انضمامها لولاية بونتلاند.